# مايك ماينان
مايك ماينان (بالفرنسية: Mike Maignan)‏ هو لاعب كرة قدم فرنسي من أصل هاييتي غواياني في مركز حراسة المرمى ولد في يوم 3 يوليو 1995 في مدينة كايين في غوايانا الفرنسية، يلعب حالياً مع نادي إيه سي ميلان الإيطالي وسبق له اللعب مع نادي باريس سان جيرمان ب، ونادي ليل الفرنسيان، يبلغ طوله 191 سم.

## روابط خارجية
- مايك ماينان على موقع الاتحاد الدولي (مؤرشف)  (الإنجليزية)
- مايك ماينان على موقع الاتحاد الأوربي (الإنجليزية)
- مايك ماينان على موقع إي إس بي إن إف سي (الإنجليزية)
- مايك ماينان على موقع قاعدة بيانات كرة القدم.إي يو (الإنجليزية)
- مايك ماينان على موقع ليكيب (الفرنسية)
- مايك ماينان على موقع ناشيونال فوتبول تيمز (الإنجليزية)
- مايك ماينان على موقع Soccerbase.com (لاعب) (الإنجليزية)
- مايك ماينان على موقع Soccerway.com (الإنجليزية)
- مايك ماينان على موقع عالم كرة القدم.نت (الإنجليزية)
- مايك ماينان على موقع AS.com (الإسبانية)